# Paul Young (1947–2000)

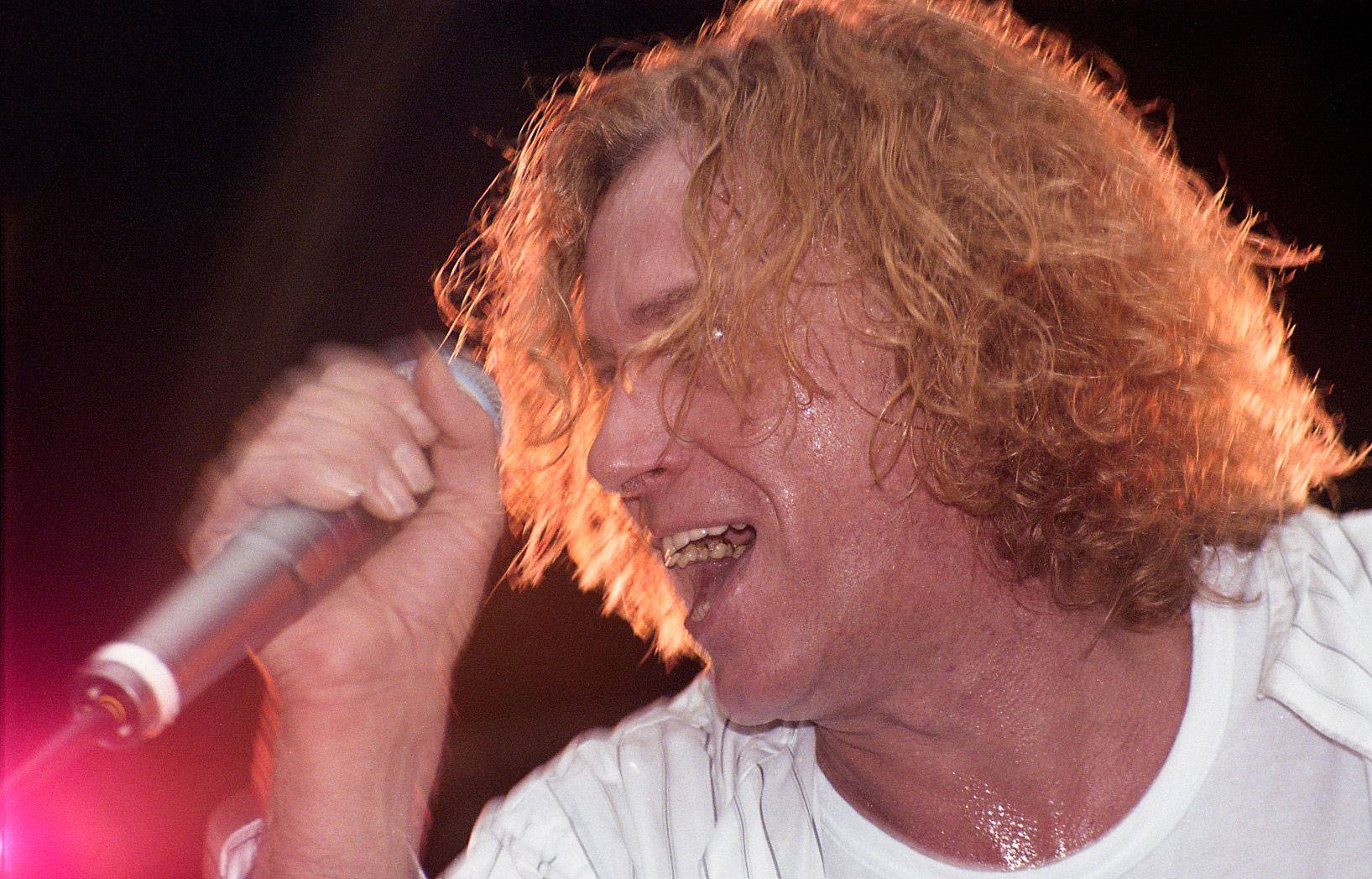

Paul Young (ur. 18 czerwca 1947 w Manchesterze, zm. 15 lipca 2000 w Cheshire) – brytyjski wokalista oraz perkusista współpracujący z The Toggery Five, Gyro, Mandalaband, Sad Café oraz Mike & the Mechanics.
Wraz z zespołem Mike & the Mechanics nagrał 6 albumów: Mike & the Mechanics (1985), The Living Years (1988), Word of Mouth (1991), Beggar on a Beach of Gold (1995), Hits (1996) oraz M6 (1999).

## Kariera
Przełomowym rokiem w karierze Younga był 1985. Po opuszczeniu Sad Café został zaproszony do współpracy w tworzeniu własnego projektu muzycznego przez Mika Rutherforda z Genesis. Po udanym debiucie singla zawierającego „All I Need is a Miracle” (z wokalistą Paulem Youngiem) oraz „Silent Running”, Mike & the Mechanics rozpoczęli swoją karierę. Paul Young śpiewał także takie przeboje, jak „Word of Mouth”, „Nobody’s Perfect”, „Mea Culpa” czy „Beggar on a Beach of Gold”.
Paul Young zmarł na zawał serca w 2000 roku.